# District historique d'Uvalde Downtown
Le district historique d'Uvalde Downtown, ou Uvalde Downtown Historic District en anglais, est un district historique de la ville américaine d'Uvalde, au Texas. Il est inscrit au Registre national des lieux historiques depuis le 31 mai 2019 et comprend notamment la Grand Opera House, elle-même inscrite depuis le 22 mai 1978.